# بیل فاستر (شخصیت)
دکتر ویلیام " بیل " فاستر (به انگلیسی: William "Bill" Foster) که با نام‌های جالوت سیاه و غول‌من نیز شناخته می‌شود، یک ابرقهرمان است که در کتاب‌های کمیک آمریکایی منتشر شده توسط مارول کامیکس ظاهر شده‌است. وی، یک پروفسور است، با قدرت افزایش اندازه و جرم.
این شخصیت چندین بار در بازی های ویدیویی ظاهر شده و در فیلم مرد مورچه‌ای و زنبورک (محصول ۲۰۱۸ در دنیای سینمایی مارول) نیز حضور داشته‌است و این نقش را، لارنس فیشبرن به تصویر کشیده شده است.